# Byblis liniflora
Byblis liniflora är en tvåhjärtbladig växtart som beskrevs av Richard Anthony Salisbury. Byblis liniflora ingår i släktet Byblis och familjen Byblidaceae. Inga underarter finns listade i Catalogue of Life.